# Otacilia involuta
Espèce
Synonymes
- Phrurolithus involutus Yao, Irfan & Peng, 2019

Otacilia involuta est une espèce d'araignées aranéomorphes de la famille des Phrurolithidae.

## Distribution
Cette espèce est endémique du Hunan en Chine,. Elle se rencontre dans le xian de Suining.

## Description
Le mâle holotype mesure 2,32 mm et la femelle paratype 2,43 mm.

## Publication originale
- Yao, Irfan & Peng, 2019 : Three new species of Phrurolithus Koch, 1839 (Araneae, Phrurolithidae) from Wuling Mountain, China. Journal of Asia-Pacific Biodiversity, vol. 12, no 2, p. 173-180.